# Caumont, Pas-de-Calais

Caumont este o comună în departamentul Pas-de-Calais, Franța. În 1 ianuarie 2022 avea o populație de 153 de locuitori.